# Епархия Тете
Епархия Тете (лат. Dioecesis Tetiensis) — епархия Римско-Католической церкви c центром в городе Тете, Мозамбик. Юрисдикция епархии Тете распространяется на провинцию Тете. Епархия Тете входит в митрополию Бейры. Кафедральным собором епархии Тете является церковь Святого Иакова Великого.

## История
6 мая 1962 года Римский папа Иоанн XXIII издал буллу Quae verba, которой учредил епархию Тете, выделив её из епархии Бейры (сегодня — Архиепархия Бейры). Первоначально епархия Тете являлась суффраганной по отношению к архиепархии Лоренсу-Маркиша (сегодня — Архиепархия Мапуту).
4 июня 1984 года епархия Тете вошла в состав церковной провинции Бейры.

## Ординарии епархии
- епископ Félix Niza Ribeiro (20.12.1962 — 19.02.1972 — назначен епископом Жуан-Белу);
- епископ Augusto César Alves Ferreira da Silva C.M.[1] (19.02.1972 — 31.05.1976);
- епископ Paulo Mandlate S.S.S. (31.05.1976 — 18.04.2009);
- епископ Inácio Saure I.M.C. (12.04.2011 — 11.04.2017 — назначен архиепископом Нампулы);
  - епископ Sandro Faedi, I.M.C. (11.04.2017 — 22.03.2019 — апостольский администратор);
- епископ Diamantino Guapo Antunes, I.M.C. (22.03.2019 — по настоящее время).